# Dominique Young Unique
Dominique Young Unique, de son vrai nom Dominique Lashawn Clark, née le 15 mars 1991 à Tampa, en Floride, est une rappeuse et mannequin américaine. En 2012, Clark signe un contrat chez Sony Records qui se termine en 2014 et n'a, depuis, pas été renouvelé, faisant d'elle une artiste indépendante.

## Biographie

### Débuts
Clark défile pour la première fois en 2011 pour la couturière londonienne Katie Eary. Elle apparaît également dans le numéro de septembre 2012 de Vogue, aux côtés d'autres mannequins comme Tali Lennox Cara Delevingne.

### Percée
Clark se fait d'abord connaître en 2009 lors de la sortie de son premier EP Hot Girl, suivi de la vidéo promotionnelle pour ‘War Talk’, une chanson extraite de sa première mixtape Domination, sortie en 2010. Elle publie depuis, en 2011, deux mixtapes supplémentaires, Glamorous Touch et Stupid Pretty, en même temps que plusieurs vidéos promotionnelles et collaboration avec Branko, A.N.D.Y., et plus récemment, avec DJ Fresh et Diplo, sortie par Ministry of Sound.
Clark interprète Earthquake pour la première fois durant le set de DJ Fresh au festival musical international Electric Daisy Carnival de New York,. Clark et DJ Fresh l'ont également jouée en 2013 durant le festival Radio 1's Big Weekend. De plus, une version éditée de la chanson est par la suite incluse dans la bande-son du film Kick-Ass 2 sous le titre "Motherquake".
En février 2014, Clark apparaît sur le single de Le Youth Dance With Me qui se place alors à la onzième place du classement de singles au Royaume-Uni. Le premier single de Clark, Throw It Down, est publié le 20 avril 2014.

## Discographie

### EPs
| Titre         | Détails                                           |
| ------------- | ------------------------------------------------- |
| Hot Girl      | - Date de sortie : 2009 - Format : Téléchargement |
| Just Doing Me | - Date de sortie : 2014 - Format : Téléchargement |

### Mixtapes
| Titre             | Détails                                           |
| ----------------- | ------------------------------------------------- |
| Domination        | - Date de sortie : 2010 - Format : Téléchargement |
| Glamorous Touch   | - Date de sortie : 2011 - Format : Téléchargement |
| Stupid Pretty     | - Date de sortie : 2011 - Format : Téléchargement |
| Paradise          | - Date de sortie : 2011 - Format : Téléchargement |
| Domination Reload | - Date de sortie : 2015 - Format : Téléchargement |

### Singles

#### Comme artiste principale
| Année | Single        | Meilleure position | Album  |
| Année | Single        | BEL (Vl)           | Album  |
| ----- | ------------- | ------------------ | ------ |
| 2014  | Throw It Down | 45                 | Single |

#### Comme artiste invitée
| Année | Single                                                             | Meilleure position | Meilleure position | Meilleure position | Meilleure position | Meilleure position | Meilleure position | Album             |
| Année | Single                                                             | BEL (Vl)           | IRE                | SCO                | UK                 | UK Dance           | UK Indie           | Album             |
| ----- | ------------------------------------------------------------------ | ------------------ | ------------------ | ------------------ | ------------------ | ------------------ | ------------------ | ----------------- |
| 2013  | Pushing (A.N.D.Y en duo avec Dominique Young Unique)               | —                  | —                  | —                  | —                  | —                  | —                  | Non-album singles |
| 2013  | Earthquake (DJ Fresh vs. Diplo en duo avec Dominique Young Unique) | 21                 | 42                 | 6                  | 4                  | 3                  | 1                  | Non-album singles |
| 2014  | Dance with Me (Le Youth en duo avec Dominique Young Unique)        | 42                 | 87                 | 18                 | 11                 | 6                  | —                  | Non-album singles |
| 2014  | Utopia (Bang La Decks en duo avec Dominique Young Unique)          | —                  | —                  | —                  | —                  | —                  | —                  | Non-album singles |